# Escrita gótica

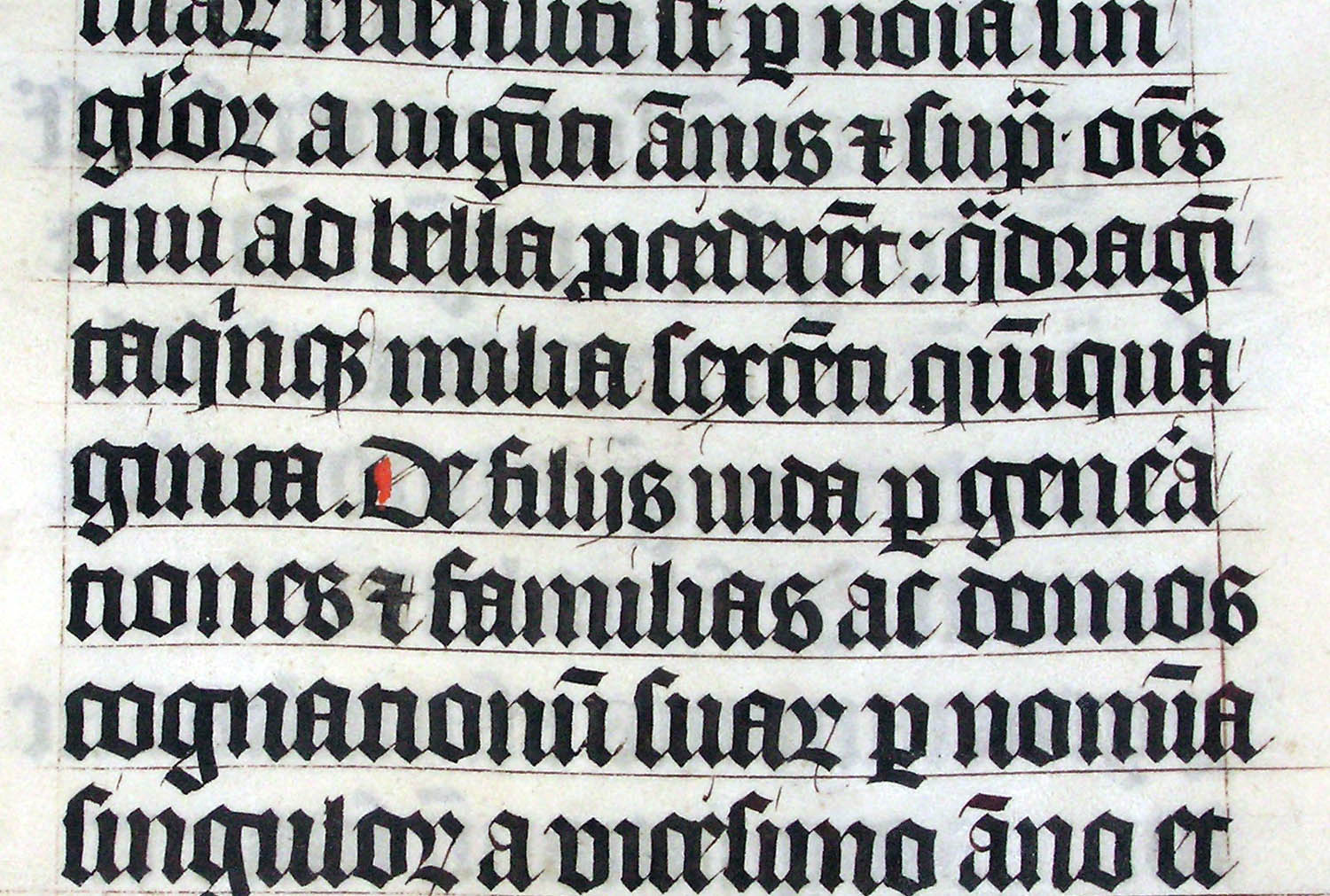
Caligrafia librária em uma Bíblia Latina de 1407 em exibição em Malmesbury Abbey, Wiltshire, Inglaterra. A Bíblia foi escrita à mão na Bélgica, por Gerard Brils, para leitura em voz alta em um mosteiro.

A escrita ou letra gótica (ou escolástica, ant.), também conhecida como minúscula gótica, é o tipo de letra angulosa e com linhas quebradas originada entre os séculos XII e XIII a partir do fraturamento paulatino das formas manuscritas da escrita carolíngia.
Foi usada na Europa ocidental desde 1150 até 1500. Este estilo caligráfico e tipográfico continuou a ser utilizado na língua dinamarquesa até 1875 e em países de língua alemã até ao século XX.

## Histórico
A fase chamada protogótica teve lugar na Inglaterra e norte da França entre o final do século XII e final do XIII. Surgiu da cisão da minúscula carolina (ou carolíngia) com a minúscula anglo-saxônica então usada nos scriptoria ingleses, desde 950, nos documentos em latim. Em seguida, a grafia foi sendo adotada nos Países Baixos, no norte alemão, na Escandinávia e na Espanha.
Na dita fase gótica (entre fins do século XI e começo do XVI), sua grafia cursiva foi sendo difundida e aperfeiçoada, especialmente pela chancelaria real francesa que criou um estilo elegante.
Na Itália, o protogótico ficou restrito às regiões de influência francesa; mas, por volta de 1200, as formas góticas livrescas — como a littera rotunda (dos livros litúrgicos) e a littera bononiensis (dos escritos jurídicos) foram introduzidas por copistas da Universidade de Bolonha. Ali difundiu-se um gótico notarial cursivo, ao passo que na Toscana havia a escrita gótica comercial.
Os escritos de Petrarca foram feitos em semi-gótico e que, graças à popularidade de sua obra, tornou-se moda entre os notários do século XV.
Na Holanda e Alemanha, a partir de 1425, foi introduzida a littera hybrida, tomando por base os escritos dos breves papais. Na última fase do desenvolvimento caligráfico medievo, chamada de humanística, uma nova caligrafia foi ganhando corpo até formar a base da moderna escrita europeia; o gótico, contudo, continuou sendo usado na Alemanha até 1945.

## Tipografia
Eram góticas as primeiras fontes produzidas após o desenvolvimento da tipografia pelo Ocidente, baseadas nos desenhos da caligrafia gótica. Devido à herança caligráfica, estas fontes não são classificadas como serifadas.